# 양저우시
양저우시(중국어 간체자: 扬州市, 정체자: 揚州市, 병음: Yángzhōu Shì)는 중화인민공화국 장쑤성(江苏省)에 위치한 지급시이다. 본래 「양저우」(楊州)는 한나라 때 설치된 13주의 하나였다. 그것이 당나라 대에 이르러 「양저우」(揚州)로 표기를 바꾸었다.
행정구역으로는 3개 시 직할구와, 2개 현급시(县级市)、1개 현(县)을 거느리고 있는데, 이 가운데 광링 구(广陵区), 한장 구(邗江区), 장두 구(江都区)와 이정시(仪徵市)는 통양운하(通扬运河) 남쪽에 위치하고, 가오유 시(高邮市)、바오잉 현(宝应县)은 통양운하 북쪽에 위치하며 전체적으로 양주의 부지는 장쑤 성 중남부에 위치하고 장강 하류의 북안，강회의 남단，장강 삼각주(长江三角洲)의 북쪽, 장강과 경항대운하(京杭大运河)의 교차 지점이다. 양저우 시는 경치가 아름답고 오래된 건축물이 많으며 중국 24개 역사문화 명소의 하나로써 역사가 2,500년이나 되는 도시이다.
도시의 전체 총면적은 6,591km2，시 직할구 면적만 2,306km2에 달하며 인구 448.36만 명으로 그 가운데 시 직할구 인구는 242.34만 명에 이른다. 2014년 양주 지역의 GDP는 약 3697.9위안, 1인당 평균 GDP가 처음으로 8만 위안을 돌파해 약 82,660위안이 되었고 장쑤 성 중북부 지역 8개 시 가운데 장쑤 성의 평균 기준을 가장 웃도는 것이다. 동시에 양저우도 난징 도시권(南京都市圈)의 중요 성시(城市) 및 장강 삼각주 경제지역의 핵심 도시 가운데 하나로 중국의 국가중점공정(国家重点工程)인 난수이베이댜오(南水北调)의 동선(東錢) 즉 동부 지역 수원지이다.

## 개칭
한자의 획으로 ‘木’와 ‘扌’는 행서에서는 거의 구별이 되지 않고, 자주 혼동 되지만, 「楊」과「揚」의 양쪽 모두 오랜 세월 이용되었다. 두 글자가 나타나는 옛 문헌으로 「우공」(禹貢)이라는 책이나, 중국 최고의 유의어 사전이라는 한대의 「이아」(爾雅) 등이 있다. 「揚」이라는 글자로 통일된 것은 당대에 이르러서이다. 당대에 「연주」(兗州)나 「한주」(邗州)로 개명했던 시기가 있지만, 곧 「양저우」(揚州)로 다시 개칭하였다.

## 역사
양저우는 그 독특한 지리적 위치와 우월적인 자연 환경 덕분에, 한(漢) 왕조 이래로 청(淸) 왕조에 이르기까지 거의 모든 시대에 걸쳐 경제적, 문화적인 번영을 누렸다. 경제적으로 양저우에는 세 번에 걸쳐 번영의 시기가 있었는데, 첫 번째는 서한 중기였고, 두 번째는 수당 시기에서 송 왕조 시기에 이르러서였고 세 번째는 명청 시대였다. 총체적으로 양저우의 성시의 번영은 항상 해당 시기 국가의 성세와 시점을 함께 하고 있다.

### 진한 시대
양저우는 그 지역을 칭할 때 위(谓)라고 불렸는데 《상서》 우공편에는 "회해(淮海)에는 양주라"(淮海維揚州)라고 해서 화하(華夏) 9주의 하나로 기록되어 있다. 다만 연대가 너무 멀어서 오늘날의 양저우와 《상서》의 양주는 서로 직접적인 관련은 없다.
춘추시대 지금의 양저우 시 구역 부근은 한(邗)이라고 불렸다. 기원전 486년에 오나라가 이곳을 병탄하고 한성(邗城)을 쌓고 한구(邗沟)라는 이름의 운하를 파서 장강，회하(淮河)와 연결하였다. 이는 지금의 양저우 시 구역 안에 구축된 가장 이른 시기의 성시(城市)였다. 한대에는 지금의 양저우 시는 광릉으로 불렸고 13자사부 가운데 하나인 서주자사부에 속했고 오랫동안 왕후(王侯)들의 봉지였다. 오왕 유비는 산에서 화폐를 주조하고 바닷물을 끓여서 소금을 만들었으며, 염하(鹽河)라는 운하를 파고(통양운하의 전신이다) 한 왕조에 맞서 독립을 시도하였는데(오초칠국의 난 참조) 이 시기 양저우의 경관은 일시에 크게 성하였으며 경제적 발전을 촉진하였고 양저우의 역사상 가장 번영을 누렸던 첫 번째 시기가 이로써 시작되었다. 당시 한 왕조는 정치적 고려에 따라 원봉 6년(기원전 105년) 무제가 강도왕 유건의 딸인 유세군을 데려다 실크로드의 오아시스 왕국인 오손국(烏孫国)에 시집보냈다. 왕소군이 흉노로 시집보내지기 80년 전의 일이었다.
삼국 시대에는 조위와 동오 사이에 이곳을 점거하려는 싸움이 끊이지 않았는데, 광릉은 강회 일대의 중요한 변방 요새였기 때문이다.

### 위진남북조 시대
양저우는 양쯔강을 중심으로, 북쪽은 화이허(회수(淮水))로부터 남쪽은 난링산맥(南嶺山脈)까지의 지역이다. 현재의 장쑤 성 전체보다 넓었고, 강남[※장강(양쯔강)의 남부]의 광대한 지역도 포함하고 있어 위진남북조 시대에는 전국 제일의 중요한 지위를 차지하는 지역이었다. 양저우는 북쪽으로 쉬저우(徐州), 유저우(豫州)와 접하고, 서쪽은 징저우(荆州), 남쪽은 자오저우(交州)에 접한다. 양저우는 삼국시대, 동오의 손책· 손권이 다스리던 땅이기도 하다.
양저우 남부는 산악 지대이기 때문에, 사람과 물자가 북부에 집중되었다. 삼국 시대 오의 연이은 전쟁이 초래한 인구 부족 현상과 그에 따른 병력 부족은 동오 멸망의 원인이 되었지만, 동오 멸망 이후 세워진 서진이 영가의 난과 북방 민족의 북중국 침공으로 멸망하고 강남으로 밀려난 뒤 현지를 거점으로 재건된 동진(東晋)은 양저우를 근거지로 삼았다.
원제(元帝)는 남천하기 전에는 산둥 성 남부에 위치해 있던 연주(兖州)를 경구(京口, 지금의 장쑤 전장 시镇江市)에 교치(侨置)하였다. 명제(明帝)는 그 치소를 광릉현(广陵县, 오늘날의 양저우 시 서북부 촉구蜀冈 위)으로 옮겼다. 이후에 우이현(盱眙县)、산양현(山阳县)、하비현(下邳县)、회음현(淮阴县)을 두었다. 동진 말기에는 치소를 광릉현으로 정하였다. 유송(劉宋) 영초(永初) 원년(420년) 이름을 남연주(南兖州)로 고쳤다. 유송 원가(元嘉) 8년(431년) 광릉현으로 치소를 옮기고 장강과 회하 사이를 경계로 나누었으며, 남연을 실주(实州)로 고치고 강을 나누어 다스렸으며, 남연주는 강회를 경계로 삼아서 광릉(오늘날의 양저우 시 구역)을 다스렸고, 휘하에 11개 군이 있었다.
1. 광릉
2. 해릉(海陵)
3. 산양(山陽)
4. 우이(盱眙) - 치소는 오늘날의 쉬이 현(盱眙县) 동북쪽이다.
5. 진(秦) - 치소는 오늘날의 루허 현(六合县) 북쪽이다.
6. 남패(南沛) - 치소는 오늘날의 안후이성(安徽省) 톈창 시(天长市) 시량젠(石梁镇)이다.
7. 신평(新平) - 치소는 지금의 하이안 현(海安县)이다.
8. 북회양(北淮陽) - 치소는 지금의 쓰양 현(宿迁县) 동남쪽에 있었다.
9. 북제음(北齊陰) - 치소는 오늘날의 양저우 시 경내에 있었다.
10. 북하비(北下邳) - 치소는 오늘날의 장쑤 성 경내에 있었다.
11. 동완(東莞) - 치소는 오늘날의 장쑤 성 경내에 위치해 있었다.

남연주와 이들 군의 위치는 오늘날의 장쑤 성 장강과 회수 사이의 구간과 안후이 성 톈창 시 등지에 해당한다. 한편 북제(北齊)가 이곳을 차지하고 동광주(東广州)로 고쳤다가 진(陳) 태건(太建) 연간에 남연주로 되돌렸는데, 북주(北周) 대상(大象) 연간에 다시 동광주(東廣州)로 되돌렸다가 다시 오주로 고쳤다. 《신당서》(新唐书) 예문지(艺文志)에는 완서지(阮敍之)가 찬하였다는 《남연주지》 1권이 언급되어 있는데, 남북조 시대 연주 즉 회하 남쪽 장강 북쪽 사이의 지역과 안후이 성 톈창 시 지역의 지리에 대해서 저술한 기록으로 보인다.

### 수당 시대
당대에는 이미 국제항으로서의 지위를 가져 교역이 발전하였고, 명대 이후는 현재의 장수성의 동부를 중심으로 한 염전을 채취하는 소금의 집적지로 중요한 위치를 차지해 이 땅에 호상(豪商)을 낳아, 문화의 꽃을 피게 하는 기초가 되었다.
수 문제(隋文帝) 개황(开皇) 9년(589년) 오주를 양주로 고치고 양주총관부(扬州总管府)를 두었는데, 다만 총관부 치소는 단양군(丹楊郡, 오늘날의 난징 시)에 설치되었다. 양제(炀帝) 대업(大业) 3년(607년) 양주를 강도군(江都郡)으로 고치고 치소를 강양현(江阳县, 개황 18년에 광릉현을 한강邗江으로 개칭하고 수 양제 대업 원년에 강양江阳이라고 불렀다)으로 옮겼다. 수 양제는 이곳 양저우를 몹시 좋아해 오랫동안 이곳에 머무르기도 했으며 옛 신하 우문화급에 의한 시해 사건과 양제 자신의 무덤 역시도 양저우에서 벌어지고 양저우에 마련되었다. 양저우는 수 양제의 방탕과 죽음, 나아가 수 왕조의 몰락을 가져온 도시이자 동시에 양제가 자신의 국가를 멸망에 이르게 할 정도의 막대한 인력과 경비를 동원해서 산과 들을 깎아 만든 대운하의 혜택을 입었는데, 이 대운하는 이후 양저우를 물류의 중심지로 번영을 누릴 수 있는 원동력을 제공하였다.
당 고조(唐高祖) 무덕(武德) 8년(625년) 양저우의 치소를 단양에서 광릉으로 옮기게 되면서 광릉이 양저우라는 이름으로 불리게 되었다.
운하와 장강 물길이 교차하는 지점에 위치해 있었던 당대의 양저우(즉 오늘날의 양저우)는 대당 제국의 중요한 위치를 차지하며 발전을 거듭하게 되고, 양저우의 경제적 지위는 당 중기에 이르면 수도인 장안이나 낙양을 능가하는 제국 최대의 상업도시가 되었다. 이 무렵의 양저우는 "부유함이 천하에 으뜸이었다"(富甲天下), "천하의 번성함을 양주를 으뜸으로 삼았다"(天下之盛扬为首), "(천하의 부유함은) 양주가 으뜸이고 익주는 둘째였다"(扬一益二)라고까지 불렸다(익주는 오늘날의 청두시成都市이다). 당 왕조의 양저우는 회남도(淮南道)에 속했고 여섯 개의 현을 두고 있었는데, 강도현(江都县)、강양현(江阳县)、양자현(扬子县)、해릉현(海陵县)、고우현(高邮县) 그리고 육합현(六合县)이었다. 여기에 현종(玄宗) 천보(天宝) 원년(742년) 천추현(千秋县, 훗날 톈장 현天长县으로 고침)을 더 늘려 설치하였다.
당대의 양저우는 농업, 상업 그리고 수공업이 상당히 발전해 대량 생산을 위한 수공업 작업장과 공장이 등장했으며 방장경(方丈镜)、강심경(江心镜) 등 고급 구리거울이 많이 생산되었다. 양저우는 또 남북으로 곡식, 풀, 소금, 화폐, 쇠붙이 등이 오가는 중심지이자 국내외 외교적 통로이기도 하였다. 이미 정치적으로도 도독부(都督府), 대도독부(大都督府), 회남절도사(淮南節度使)의 치소가 이곳에 세워졌으며 회남과 장강 북부 여러 주현을 관리하였다. 낙양이 중심이 되는 수당 시기 대운하의 수륙교통에서 양저우는 내내 그 중요한 위치를 벗어나거나 내어준 적이 없다.
당대의 양저우는 또한 가장 중요한 항구도시로 외교적 중심지였으며 이슬람 제국과의 교류도 빈번하였다. 양저우에는 대식 즉 페르시아에서 온 사람들이 모여 거주하는 곳이 있었고 그곳에 거주하는 페르시아 사람들은 천 명을 헤아렸으며, 페르시아 뿐 아니라 이슬람 제국, 인도, 곤륜(동남아시아), 신라, 발해, 일본 등지에서 온 사람들이 양저우에 머무르면서 상업 활동에 종사하였다. 외교의 창구 역할을 했던 만큼 양저우로부터 중국의 문화가 외국으로 전파되기도 하였는데, 일본의 견당사(遣唐使)를 따라 일본으로 건너가 불법을 전했던 당의 고승 감진(鉴真) 역시 양저우에서 배를 타고 일본으로 건너갔으며, 중일 양국간의 정치적, 경제적, 과학 그리고 문화적인 교류를 촉진하였다. 또한 만당 시기 신라인으로써 당에 유학 온 최치원(崔致遠)은 양주에서 4년 정도 관직생활을 하였으며 훗날 회남(淮南)에서 신라로 당의 조책을 가지고 가는 사절의 자격으로 귀국하였으며, 회남에서 고병의 막부 종사관으로 일하면서 썼던 글들을 모아 《계원필경집》(桂苑笔耕集)은 현존하는 한국에서 가장 오래된 개인 문집이자 중국 당 말기 번진들의 상황을 알 수 있는 중요한 사료로 꼽히고 있으며, 최치원은 사후 동국유종(東國儒宗)이라는 칭송을 받았다.
당대의 양저우는 문화적인 면에서도 눈에 띄는 진보를 이루었다. 양저우 사람이었던 학자 이선(李善)은 전대 사람들의 성과를 토대로 《문선》에 다시금 주석을 더하였고, 널리 자료에 입각해 고증하면서 오늘날 전하지 않은 중요한 문헌 자료 대부분을 보존해 후세에까지 전해질 수 있게 하였다. 그 아들 이옹(李邕)은 문장이나 시가에만 그치지 않고 당대 서예가로써 이름이 높던 우세남(虞世南)이나 저수량(褚遂良)의 뒤를 잇는 서예가로써 이름을 떨쳤다. 양저우의 시인인 장약허(张若虚)는 하지장(賀知章) · 장욱(張旭) · 포융(包融)과 함께 오중사사(吳中四士)의 한 사람으로 꼽히며 그의 《춘강화월야》(春江花月夜)는 그 1수만으로도 "이 시 한 편이 당대 모든 시기의 시들을 압도하고 있다"(以孤篇压倒全唐)라는 명예를 얻기에 충분하다. 또한 당대에 두목(杜牧), 백거이(白居易) 등 적지 않은 많은 시인들이 모두 양저우에 우거하거나 양저우에 들러서 머무르며 훗날에까지 사람들 사이에 회자될 명시를 많이 남겼다. 당의 시선(詩仙)으로 칭송되는 이백(李白)이 맹호연(孟浩然)을 전송하면서 양저우까지 왔을 때 썼다는 송별시의 "꽃 피는 3월에 양주로 내려가도다"(烟花三月下揚州)라는 구절 또한 송별시의 걸작으로 꼽힌다.
이러한 경제적, 문화적인 위치가 양저우를 조정에 맞서려는 자들을 이끌기도 했다. 684년 서경업(徐敬業)과 낙빈왕(骆宾王) 등이 양저우에서 측천무후 타도를 외치며 거병하였으며, 만당 시대에는 번진이 할거하면서 군벌들이 양저우를 얻기 위해서 싸웠고 양저우는 그 와중에 서서히 황폐해지고 몰락해갔다. 희종(僖宗) 광계(光启) 3년(887년) 양행밀(杨行密)이 광릉을 반년 동안 포위해 성안에 굶어죽은 사람이 태반이나 되었다. 이때의 양저우의 참상을 "선주군(宣州軍)이 들어 와서 사람들을 약탈하고 멋대로 끌어내서 내몰고 묶어서 죽이는 것이 양이나 돼지 다루듯 하였고, 소리 한 번 내지 못하였으며 피가 방시(坊市)의 도랑에 흘렀다"(《자치통감》)고 전하고 있다. 양행밀은 양저우에 자신의 지방정권을 세웠는데(양오) 이때 양저우는 경제적으로 잠시 회복할 기미를 보이기도 했지만, 오래지 않아서 다시 전쟁에 말려들어 황폐해지고 말았다.

### 송원 시대의 양저우

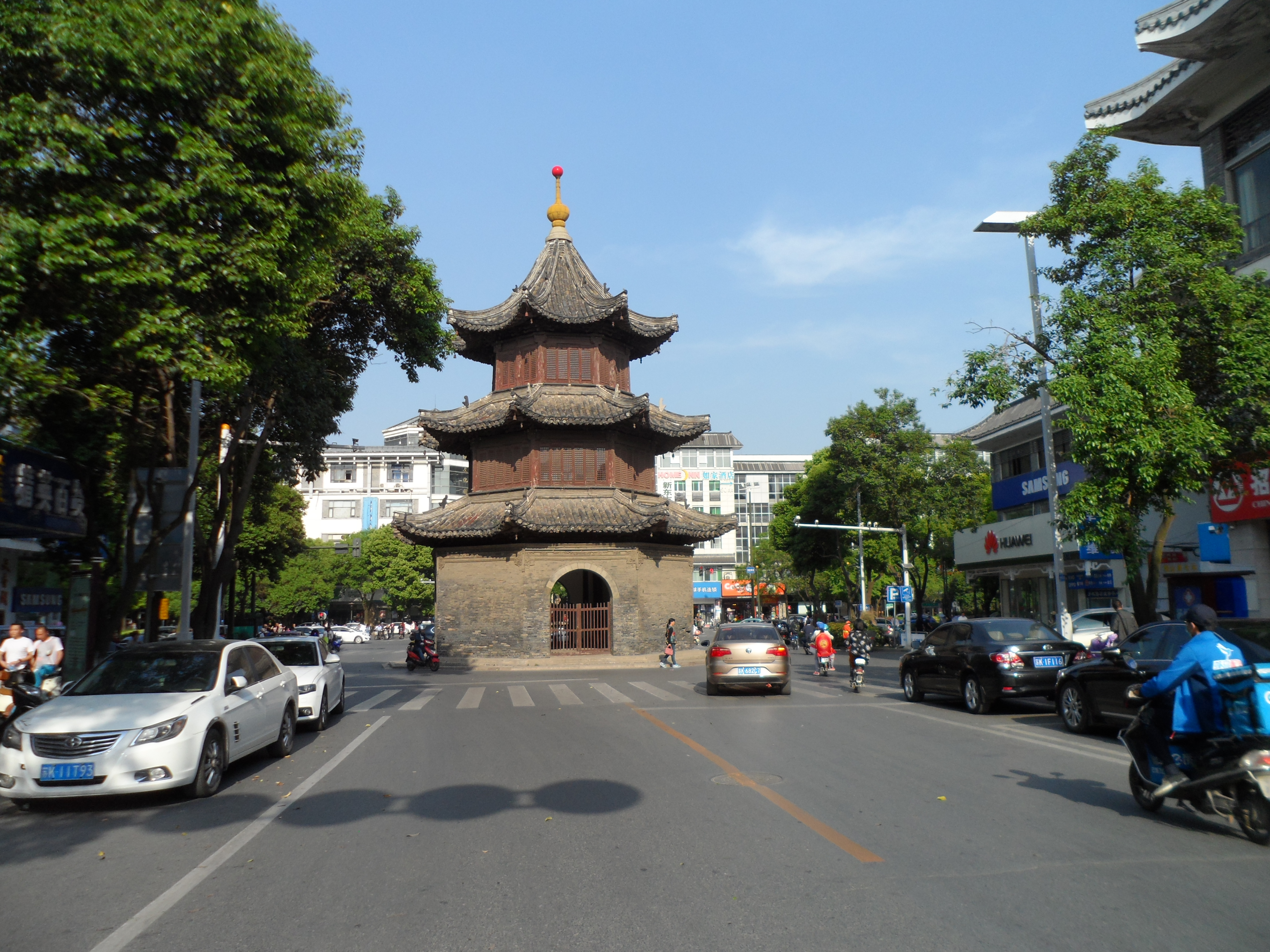
양저우의 사망정. 남송 시대에 처음 지어졌으며 현존하는 건물은 명대에 중건된 것이다.

당대와는 달리 송대에는 양저우의 행정구역이 바뀌었는데, 북송 시대 양저우 대부분은 회남동로(淮南东路)에 속해 있었고 양주는 톈장(天长)과 장두(江都) 두 현을 거느렸고, 양저우가 과거 거느리던 나머지 현들은 각기 진주(真州, 이정시仪征市)，고우군(高邮军, 고우시高邮市)，초주(楚州, 바오잉 현 소속) 등에 나뉘어 속하게 되었다.
송 왕조 시절 양저우는 과학기술 방면에서도 눈에 띄는 발전을 보이는데, 11세기 송 왕조의 사천감(司天監)을 지내고 《몽계필담》의 저자로써 진북과 자북이 서로 다르다는 것을 세계 최초로 밝힌 것으로도 유명한 심괄(沈括)이 자신의 과학기술 관련 저작 대부분을 양저우에서 완성하였던 것이다. 또한 구양수(欧阳修), 소식(苏轼) 등의 문인이 양저우에 우거하면서 평산당(平山堂) 등 인문학의 명소가 될 곳들을 세웠다. 이십사효(二十四孝)의 한 사람으로 꼽히는 양저우 톈장 사람 주수창(朱寿昌)의 사적도 유가(儒家)에서 강조하는 효(孝)의 한 전범으로 꼽히고 있다.
북송 정강 원년(1126년)부터 남송 건염 3년(1129년)까지 여진족의 금(金)이 강남동로(江南东路)、강남서로(江南西路)、형호남로(荆湖南路) 북부와 양절로(两浙路) 북부 대부분을 점령하고 간저우(赣州)까지 밀고 내려왔다. 양저우는 건염 3년(1129년)에도 금의 침략을 당해 피해를 입었으며, 남송이 금과 화친을 맺은 뒤에 회수가 양국의 국경이 되었고, 오늘날의 양저우 시 북부 교외가 금 왕조를 방어하는 최전선이 되었다. 송의 문인 강기(姜夔, 1155년－1209년)는 이때의 모습을 《양주만》(扬州慢)이라는 작품으로 읊었다.
13세기 몽골 제국이 남송을 멸망시키고 중국 전역을 차지하게 되었다. 몽골 제국 내에서 이전의 중국 왕조와 같은 체제를 수용한 원(元)의 지배 아래서 양주는 하남강북등처행중서성(河南江北等处行中书省)에 속해 있었다.

### 명청 시대의 양저우
원 왕조에 대한 농민봉기로 시작해 난징을 거점으로 세워진 명(明) 왕조는 이후 영락(永樂) 19년(1421년) 3대 황제 영락제(永樂帝)에 의해 그 수도가 베이핑(北平)으로 옮겨졌다.
명 왕조와 청 왕조 모두 5백 년에 걸쳐 베이징을 수도로 삼았고, 농업경제의 중심은 강절(江浙)과 양호(两湖), 양광(两广) 지구에 있었으며 곡식、소금의 생산량은 중국 전체 생산량의 대부분을 차지하고 있었다. 이로써 중국에는 정치적 중심지(베이징)와 경제적 중심지(난징)가 나뉘어 존재하게 되었다. 정치적 중심지와 경제적 중심지는 두 줄기의 물길로 연결되었는데, 장강과 경항대운하(京杭大运河)였다. 장강과 경항대운하의 교차 지점에 위치하고 있었던 양저우는 천혜의 지리적 위치와 경항대운하의 존재에 힘입어 다시금 중국 경제의 핵심적인 위치를 차지하게 되었다. 명대 양저우는 중국 전국 16개 대규모 성시의 하나였다.
청 순치(顺治) 2년(1645년) 음력 4월 25일에 사가법(史可法)이 지키고 있던 양주성이 청의 예친왕 아이신기오로 도도가 이끄는 기병에 의해 포위된 끝에 함락되었고, 4월 25일부터 5월 5일까지 열흘 동안 80만 명에 이르는 양저우 주민들이 청 왕조의 군대에 의해 학살당했다(양주대학살). 당시의 생존자였던 왕수초(王秀楚)는 《양주십일기》(揚州十日記)라는 책을 지어 자신이 목격한 양저우 성안에서 벌어졌던 만주족 군대에 의한 학살과 약탈, 강간 등의 갖가지 참상을 기록하고 있다(해당 서적 자체는 청 왕조에 의해 금서로 지정되어 청 왕조 말기에 이르러서야 발견되었다).
청대의 양주팔괴(揚州八怪)를 비롯한 많은 문인을 배출하였고, 양극(揚劇)이나 서화, 분경, 요리 등이 같이 발전하여 중국 문화에서도 중요한 위치를 차지한다.

### 현대
장수성의 성도인 난징과는 고속도로와 철도로 연결되어 있지만, 철도의 운행 횟수가 부족해 교통의 중심지에서는 떨어진 위치에 있다. 그 때문에 상하이 등 타 도시에서 접근하려면 난징과 상하이를 연결하는 철도인 징후 철로가 통과하는 전장 시에서 페리로 장강을 건너야 한다. 장강에 건설 중인 다리가 개통되면, 양저우까지는 30분 정도의 도정이 되어, 한층 더 왕래가 많아질 것이라고 예측된다.
시중심부의 서씨후(痩西湖)는 관광지로서 가장 중요한 위치를 차지해 국가 AAAA급 관광지로 지정되어 있다. 북쪽에 인접한 대명사도 볼 만한 관광지이다.

## 기후
양저우시의 현 관할 구역은 동경 119도 01분(이정시 이주, 청산 일선)에서 119도 54분, 북양 31도 56분에서 33도 25분(보응현 시안펑, 징허일선)이다. 양저우 시 성구는 장강과 경항 운하가 만나는 곳에 있으며 동경 119도 26분, 북위 32도 24분에 위치하고 있다. 양저우는 아열대성 몬순 기후 지역으로 사계절이 뚜렷하고 비가 많이 내리고 기후가 온유하고 자연조건이 비교적 우수한데, 습하고 변덕스러운 바람이 분다. 무상 기일은 222일이고 연평균 일조량은 2177시간이다. 연평균 기온은 15 °C이고 1월 평균 기온은 1.7 °C, 7월 평균 기온은 27.6 °C이다. 역대 최고기온은 39.8 °C, 최저 기온은 −19 °C를 기록한 바 있다. 연평균 강수량은 1030mm이고 여름에 강수의 45%가 집중된다. 자두가 익는 계절에 내리는 비라 해서 '자두 비 계절'이라고 알려진 우기는 7월 중순부터 하순까지 계속된다.
양저우 시와 진강시구는 장강을 사이에 두고 동쪽으로는 타이저우 시(하이링구, 고항구, 흥화시), 북쪽으로 화이안시(초주구, 금호현) 및 염성시(건성)와 경계를 접하고 서쪽으로는 난징 시(육합구) 및 안후이 성 천장 시와 경계를 접하고 있다.
양저우 시 경내에는 수로가 빽빽한데, 이 중 장강안선은 길이 80.5km로 연안은 서에서 동으로 이정시, 장강구, 광링 구와 강도 구, 경항 대운하는 양저우 시 전역을 종주하며, 북에서 남으로 보응현, 가오유 시, 강도 구, 광링 구와 한장 구를 차례로 지난다. 시내 하천의 전체 길이는 143.3km로 북에서 남으로 백마호, 보응호, 고우호, 소백호 4개의 호수를 지나 장강으로 합쳐진다.
양저우 시의 최고점은 이정시 경내에 위치한 퉁산(铜山)으로 해발 149.5미터이다.
| 양저우시의 기후                                               | 양저우시의 기후 | 양저우시의 기후 | 양저우시의 기후 | 양저우시의 기후 | 양저우시의 기후 | 양저우시의 기후 | 양저우시의 기후 | 양저우시의 기후 | 양저우시의 기후 | 양저우시의 기후 | 양저우시의 기후 | 양저우시의 기후 | 양저우시의 기후 |
| 월                                                            | 1월             | 2월             | 3월             | 4월             | 5월             | 6월             | 7월             | 8월             | 9월             | 10월            | 11월            | 12월            | 연간            |
| ------------------------------------------------------------- | --------------- | --------------- | --------------- | --------------- | --------------- | --------------- | --------------- | --------------- | --------------- | --------------- | --------------- | --------------- | --------------- |
| 역대 최고 기온 °C (°F)                                        | 20.6 (69.1)     | 26.4 (79.5)     | 29.3 (84.7)     | 34.1 (93.4)     | 35.8 (96.4)     | 37.6 (99.7)     | 39.1 (102.4)    | 39.9 (103.8)    | 37.5 (99.5)     | 32.5 (90.5)     | 28.3 (82.9)     | 22.6 (72.7)     | 39.9 (103.8)    |
| 일평균 최고 기온 °C (°F)                                      | 7.0 (44.6)      | 9.7 (49.5)      | 14.7 (58.5)     | 21.1 (70.0)     | 26.4 (79.5)     | 29.2 (84.6)     | 32.3 (90.1)     | 31.7 (89.1)     | 27.7 (81.9)     | 22.6 (72.7)     | 16.3 (61.3)     | 9.6 (49.3)      | 20.7 (69.3)     |
| 일일 평균 기온 °C (°F)                                        | 2.8 (37.0)      | 5.1 (41.2)      | 9.8 (49.6)      | 15.9 (60.6)     | 21.4 (70.5)     | 24.9 (76.8)     | 28.4 (83.1)     | 27.8 (82.0)     | 23.5 (74.3)     | 17.8 (64.0)     | 11.4 (52.5)     | 5.0 (41.0)      | 16.2 (61.0)     |
| 일평균 최저 기온 °C (°F)                                      | −0.5 (31.1)     | 1.5 (34.7)      | 5.7 (42.3)      | 11.3 (52.3)     | 17.0 (62.6)     | 21.4 (70.5)     | 25.2 (77.4)     | 24.8 (76.6)     | 20.1 (68.2)     | 13.8 (56.8)     | 7.4 (45.3)      | 1.3 (34.3)      | 12.4 (54.3)     |
| 역대 최저 기온 °C (°F)                                        | −9.9 (14.2)     | −11.8 (10.8)    | −5.7 (21.7)     | 0.4 (32.7)      | 7.0 (44.6)      | 12.6 (54.7)     | 18.3 (64.9)     | 17.9 (64.2)     | 9.9 (49.8)      | 0.1 (32.2)      | −5.6 (21.9)     | −12.0 (10.4)    | −12.0 (10.4)    |
| 평균 강수량 mm (인치)                                         | 50.5 (1.99)     | 49.1 (1.93)     | 75.8 (2.98)     | 69.6 (2.74)     | 86.2 (3.39)     | 165.2 (6.50)    | 210.3 (8.28)    | 174.2 (6.86)    | 74.3 (2.93)     | 54.0 (2.13)     | 54.1 (2.13)     | 36.6 (1.44)     | 1,099.9 (43.3)  |
| 평균 강수일수 (≥ 0.1 mm)                                      | 8.7             | 8.9             | 9.9             | 9.1             | 9.5             | 10.7            | 13.1            | 12.1            | 8.3             | 7.1             | 7.9             | 7.1             | 112.4           |
| 평균 강설일수                                                 | 3.9             | 2.9             | 1.0             | 0.1             | 0               | 0               | 0               | 0               | 0               | 0               | 0.4             | 1.4             | 9.7             |
| 평균 상대 습도 (%)                                            | 73              | 72              | 69              | 67              | 68              | 74              | 78              | 79              | 77              | 75              | 75              | 73              | 73              |
| 평균 월간 일조시간                                            | 129.9           | 128.1           | 156.6           | 180.0           | 189.5           | 149.5           | 173.1           | 184.4           | 164.2           | 168.4           | 146.5           | 141.8           | 1,912           |
| 가능 일조율                                                   | 41              | 41              | 42              | 46              | 44              | 35              | 40              | 45              | 45              | 48              | 47              | 46              | 43              |
| 출처: 중국기상국 (평년값: 1991년~2020년, 극값: 1981년~2010년) |                 |                 |                 |                 |                 |                 |                 |                 |                 |                 |                 |                 |                 |

## 정치

### 행정구역
양저우 시는 현재 3개 시 관할구(市辖区)와 1개 현(县)이 있으며 2개 현급 시를 대행하고 있다.
이 밖에 양저우 시에는 양저우 경제기술개발구(扬州经济技术开发区, 국가급), 촉강-수서호 풍경명소(蜀冈－瘦西湖风景名胜区), 양저우 시 에코테크 뉴타운(扬州市生态科技新城)과 같은 경제 기능 구역도 설치되어 있다.
| 양저우 시 행정구역도 | 양저우 시 행정구역도 | 양저우 시 행정구역도 | 양저우 시 행정구역도 | 양저우 시 행정구역도  | 양저우 시 행정구역도 | 양저우 시 행정구역도 | 양저우 시 행정구역도 | 양저우 시 행정구역도 | 양저우 시 행정구역도 | 양저우 시 행정구역도 | 양저우 시 행정구역도 |
| --- | -------------------- | -------------------- | -------------------- | --------------------- | -------------------- | -------------------- | -------------------- | -------------------- | -------------------- | -------------------- | -------------------- |
| |                      |                      |                      |                       |                      |                      |                      |                      |                      |                      |                      |
| 구역 코드 | 구역 명칭            | 중국어 병음          | 면적 （平方公里）    | 정부 주지(驻地)       | 우편번호             | 행정구역             | 행정구역             | 행정구역             | 행정구역             | 행정구역             | 행정구역             |
| 구역 코드 | 구역 명칭            | 중국어 병음          | 면적 （平方公里）    | 정부 주지(驻地)       | 우편번호             | 거리                 | 진(镇)               | 향(乡)               | 포함: 민족향(民族乡) | 커뮤니티             | 행정촌               |
| 321000 | 양저우 시            | Yángzhōu Shì         | 6,591.21             | 한장구                | 225000               | 14                   | 62                   | 5                    | 1                    | 374                  | 1005                 |
| 321002 | 광링구(广陵区)       | Guǎnglíng Qū         | 423.09               | 원허 가도(汶河街道)   | 225000               | 4                    | 6                    | 1                    |                      | 56                   | 64                   |
| 321003 | 한장구(邗江区)       | Hánjiāng Qū          | 552.68               | 한상 가도(邗上街道)   | 225100               | 8                    | 9                    | 3                    |                      | 49                   | 91                   |
| 321012 | 장두구(江都区)       | Jiāngdū Qū           | 1,329.90             | 셴뉴 진(仙女镇)       | 225200               |                      | 13                   |                      |                      | 71                   | 259                  |
| 321023 | 바오잉현(宝应县)     | Bǎoyìng Xiàn         | 1,461.55             | 안이 진(安宜镇)       | 225800               |                      | 14                   |                      |                      | 46                   | 236                  |
| 321081 | 이정시(仪征市)       | Yízhēng Shì          | 902.20               | 전저우 진(真州镇)     | 211400               |                      | 10                   |                      |                      | 54                   | 127                  |
| 321084 | 가오유시(高邮市)     | Gāoyóu Shì           | 1,921.78             | 가오유 가도(高邮街道) | 225600               | 2                    | 10                   | 1                    | 1                    | 52                   | 175                  |
| 주석 : 한장구는 양저우 경제기술개발구 산하 1가도, 2진, 촉강—수시호 풍경명소 1가도, 2향 및 양저우 뉴타운 서구 관할 신성(新盛)이 포함되었다. |                      |                      |                      |                       |                      |                      |                      |                      |                      |                      |                      |

## 산업
관할 의정시에서 생산되는 폴리에스테르 섬유는 중국을 대표하는 섬유 산업의 하나가 되고 있다. 농산물 중에서는 연근의 수확량이 전국에서도 손꼽힌다.

## 문화

### 음식
- 유양(维扬)
- 게살 사자두(蟹粉狮子头)
- 대자건사(大煮干丝)
- 문사(文思)

### 특산물
- 보응전분(宝应藕粉) 연근

## 문학
2004년에 방영되었던 KBS2의 드라마 해신에서 주요 배경으로 활용된 양주가 바로 이곳이다. 또한 신라의 대학자 최치원이 중국에서 벼슬을 했던 곳이 바로 이곳 양주이다.

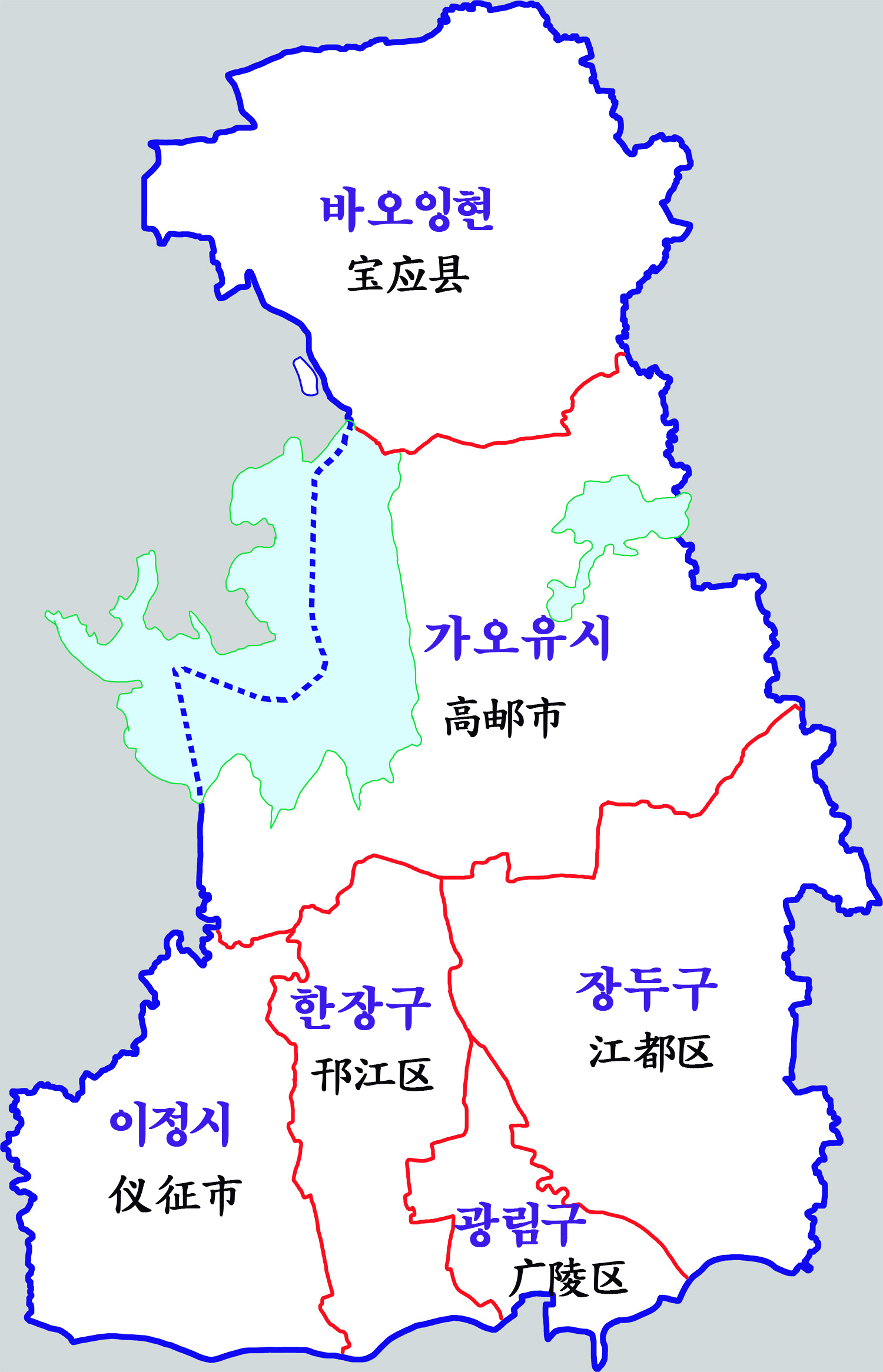
양저우시 현급구역

## 행정 구역
3개 시할구, 2개 현급시, 1개 현을 관할한다.
시할구
- 광링구(广陵区)
- 장두구(江都区)
- 한장구(邗江区)

현급시
- 이정시(仪征市)
- 가오유시(高邮市)

현
- 바오잉현(宝应县)

## 교통
양저우 타이저우 공항(관련 영문 위키 문서 보러 가기)이 대표적인 공항으로 자리잡고 있다. 그 외에도 도로, 철도 교통도 상대적으로 많이 발달되어 있는 것으로 보인다.

## 자매 도시
- 대한민국 대구광역시[2003년 3월 21일]
- 대한민국 용인시
- 대한민국 제주시
- 대한민국 여수시
- 일본 아쓰기시
- 일본 사가현 카라츠 시
- 일본 니가타현 이리히로세

## 같이 보기
- 상하이 요리
- 장강